# Нептунат(VII) лития
Нептунат(VII) лития — неорганическое соединение,
комплексный оксид нептуния и лития
с формулой Li5NpO6,
кристаллы.

## Получение
- Пропускание кислорода через смесь оксидов лития и нептуния(IV):

{\displaystyle {\mathsf {10Li_{2}O+4NpO_{2}+3O_{2}\ {\xrightarrow {400^{o}C}}\ 4Li_{5}NpO_{6}}}}

## Физические свойства
Нептунат(VII) лития образует кристаллы
гексагональной сингонии,
пространственная группа R 3,
параметры ячейки a = 0,521 нм, c = 1,461 нм, Z = 3.